# Mister Cool
Mister Cool, auch Mr. Cool (Originaltitel: A Low Down Dirty Shame), ist ein US-amerikanischer Action-Thriller aus dem Jahr 1994. Regie führte Keenen Ivory Wayans, der auch die Hauptrolle spielte. Die Weltpremiere fand am 23. November 1994 in Los Angeles statt. In Deutschland wurde der Kinofilm am 8. Juni 1995 veröffentlicht.

## Handlung
Der Ex-Polizist und jetzt Privatdetektiv Shame erfährt von seinem ehemaligen Kollegen aus Los Angeles Sonny Rothmiller, dass der Drogenboss Mendoza, den der Detektiv vor zwei Jahren jagte, nicht gestorben ist, sondern sein Aussehen verändert hat und nach Verbüßung seiner Zeit wieder ins Geschäft eingestiegen ist.
Der Detektiv beginnt zusammen mit seiner hübschen Assistentin „Peaches“ die Suche nach dem mächtigen Drogenbaron. Die erste Spur führt Shame zu seiner Ex-Flamme Angela, die nun für Mendoza arbeitet. Die Handlung nimmt Fahrt auf, als er sie zusammen mit „Peaches“ allein lässt, während er Untersuchungen anstellt.

## Einspielergebnisse
Bei einem Produktionsbudget von 10 Mio. US-Dollar nahm der Film in den USA und Kanada ca. 29,4 Mio. US-Dollar ein, davon knapp 8 Mio. am Eröffnungswochenende.

## Nominierung
- 1995: Chicago Film Critics Association Awards, nominiert in der Kategorie Vielversprechendste Darstellerin für Jada Pinkett Smith

## Kritiken
Dieser Film erhielt meist negative Kritiken. Bei dem Review-Aggregator Rotten Tomatoes kommt er nur auf 5 % der Stimmen von 23 Bewertungen, während das Publikum 71 % vergab. In der Internet Movie Database erhielt der Film 5,9 von 10 Sternen.